# Grand-Hez
Grand-Hez (ou Grand Hé) est un hameau de la ville belge de Bouillon situé en Région wallonne dans la province de Luxembourg. Composé de quelques maisons de part et d'autre d'une seule rue, il se trouve dans la forêt de Muno, en Ardenne belge, en immédiate proximité de la frontière française.

## Étymologie
Un 'hez', héez ou 'hé' est un 'coteau couvert de bruyères'. L'étymologie de 'Grand-Hez' est la même que celle de 'Grand-Heid', un hameau de la province de Liège, à savoir: un grand coteau couvert de bruyères.

## Géographie
Le hameau est en deux parties : Grand-Hez Haut 49° 43′ 12″ N, 5° 07′ 38″ E et Grand-Hez Bas 49° 43′ 05″ N, 5° 07′ 55″ E.

## Histoire
À la fin du XVIIIe siècle, le hameau de Grand-Hez n'est composé que de deux fermes, au sol plutôt productif : Les paysans, alors, « donnent aux terres qui en dépendent, 4 & 5 labours, & obtiennent des récoltes de froment abondantes avec le secours léger de 6 à 7 voitures de fumier par arpent. Malheureusement le Duché de Bouillon ne possède point assez de terrein dans cette partie pour y bâtir un village. Les deux petites fermes de Grand-Hez en occupent tout le territoire, & touchent immédiatement le Duché de Carignan. » 

## Activités économiques
Traditionnellement le hameau vit de l'agriculture et des produits de la forêt. À l'époque des contrôles frontaliers, la contrebande y était une activité importante. Aujourd'hui le tourisme s'y est développé.
Depuis la fin du XXe siècle, une brasserie artisanale coopérative s'y est installée.

## Patrimoine
Le château de Grand-Hez est un manoir de forme cubique datant du premier quart du XIXe siècle, avec deux dépendances de la même époque.